# Jock Taylor
John Robert Taylor, detto Jock (Pencaitland, 9 marzo 1954 – Imatra, 15 agosto 1982), è stato un pilota motociclistico britannico.

## Carriera
Nato in Scozia, Taylor iniziò a correre nei sidecar a 19 anni come passeggero nel mezzo di Kenny Andrews, per poi passare alla guida di un suo "tre ruote".
Nel 1977 fu campione scozzese sidecar e l'anno successivo fece il suo esordio nel Motomondiale, con passeggeri prima Lewis Ward (che a stagione in corso decise di ritirarsi) e poi James Neil ottenendo il suo primo podio al GP di Gran Bretagna e il 7º posto nella classifica finale del campionato. Un mese dopo il suo primo podio mondiale vinse la sua prima gara internazionale ad Assen. Il 1978 fu anche l'anno dell'esordio al TT dell'Isola di Man; per questo appuntamento Taylor scelse come passeggero l'esperto Kenny Arthur, con cui ottenne un secondo ed un terzo posto.
Nella stagione 1979 Taylor fu costretto a cambiare tre passeggeri: James Neil, Jim Law e, infine, lo svedese ex pilota di 125 Benga Johansson. In coppia con Johansson, Taylor vinse il suo primo GP, quello di Svezia, finendo il mondiale al 5º posto.
Il 1980 vide la coppia Taylor-Johansson Campione del Mondo e campione britannica sidecar. La stagione successiva fu meno proficua per lo scozzese, con il terzo posto iridato e un nuovo titolo britannico, senza però dimenticare la doppia vittoria al Tourist Trophy. La folle gara all'Isola di Man diede ancora una soddisfazione alla coppia Taylor/Johansson l'anno successivo, quando stabilirono il record del tracciato a 108,29 mph (174,28 km/h).

## Scomparsa
La stagione 1982 vide Taylor ancora in coppia con Johansson. Dopo 5 GP nei quali aveva raccolto due terzi posti, un quarto e un sesto, la sesta gara stagionale, quella di Finlandia, fu fatale per lo scozzese: la pioggia battente gli fece perdere il controllo del sidecar, schiantatosi contro un palo; mentre si cercava di spostare il mezzo, un altro sidecar urtò quello di Taylor, provocandogli gravi ferite che lo portarono alla morte poche ore dopo in ospedale.
Taylor è sepolto nel cimitero della natia Pencaitland, dove una targa lo ricorda. Una lapide in sua memoria è stata posta anche a Imatra. In ricordo del grande pilota scozzese si tiene ogni anno sul circuito di Knockhill il Jock Taylor Memorial Trophy, una gara commemorativa riservata ai sidecar.

## Risultati nel motomondiale
| 1978 | Classe  | Moto          |    |    |    |   |   |   |   |    |    |   |     |   |    |  | Punti | Pos. |
| ---- | ------- | ------------- | -- | -- | -- | - | - | - | - | -- | -- | - | --- | - | -- |  | ----- | ---- |
| 1978 | Sidecar | Windle/Yamaha | NE | NE | 12 | 7 | 8 | - | 6 | NE | NE | 3 | Rit | 4 | NE |  | 30    | 7º   |

| 1979 | Classe      | Moto          |    |   |   |    |    |    |   |   |   |    |   |   |    |  | Punti | Pos. |
| ---- | ----------- | ------------- | -- | - | - | -- | -- | -- | - | - | - | -- | - | - | -- |  | ----- | ---- |
| 1979 | Sidecar B2A | Windle/Yamaha | NE | - | 5 | NE | NE | NE | 3 | - | 1 | NE | 2 | - | NE |  | 43    | 5º   |

| 1980 | Classe  | Moto          |    |    |   |   |   |   |   |   |   |   |  |  |  |  | Punti | Pos. |
| ---- | ------- | ------------- | -- | -- | - | - | - | - | - | - | - | - |  |  |  |  | ----- | ---- |
| 1980 | Sidecar | Windle/Yamaha | NE | NE | 2 | 3 | 1 | 1 | 1 | 2 | - | 1 |  |  |  |  | 94    | 1º   |

| 1981 | Classe  | Moto          |    |   |   |    |   |   |    |   |   |    |   |   |   |   | Punti | Pos. |
| ---- | ------- | ------------- | -- | - | - | -- | - | - | -- | - | - | -- | - | - | - | - | ----- | ---- |
| 1981 | Sidecar | Fowler/Yamaha | NE | 1 | 2 | NE | 2 | 9 | NE | 2 | 2 | NE | - | 2 | 3 | - | 87    | 3º   |

| 1982 | Classe  | Moto          |    |   |    |    |    |   |   |    |   |   |   |  |  |  | Punti | Pos. |
| ---- | ------- | ------------- | -- | - | -- | -- | -- | - | - | -- | - | - | - |  |  |  | ----- | ---- |
| 1982 | Sidecar | Windle/Yamaha | NE | 4 | NE | NE | NE | 6 | 3 | NE | - | 3 | † |  |  |  | 33    | 5º   |

| Legenda | 1º posto        | 2º posto            | 3º posto            | A punti      | Senza punti        | Grassetto – Pole position Corsivo – Giro più veloce |
| Legenda | Gara non valida | Non qual./Non part. | Ritirato/Non class. | Squalificato | '-' Dato non disp. | Grassetto – Pole position Corsivo – Giro più veloce |